# Unterschwappach
Unterschwappach ist ein Gemeindeteil der Gemeinde Knetzgau im unterfränkischen Landkreis Haßberge in Bayern.

## Lage
Das Kirchdorf liegt am nördlichen Rand des Steigerwaldes sechs Kilometer westsüdwestlich der Ortsmitte von Knetzgau. Der Ort ist mit dem Gemeindezentrum über die Kreisstraße HAS 29 und die Staatsstraße 2277 verbunden. Oberschwappach ist einen Kilometer entfernt. Durch den Ort fließt die Schwappach.

## Geschichte
Der Endung -ach zufolge sind beide Schwappachs wohl eine alemannische Gründung aus der Zeit um 600 nach Christus. Als unterer Ort am Bach der Schwappach war Unterschwappach sicherlich vorfränkisch und gehörte dann, wie die anderen Orte der Umgebung, zum Reichskloster Fulda.
Am 1. Juli 1972 schloss sich Unterschwappach im Rahmen der Gebietsreform in Bayern der Gemeinde Knetzgau an.

## Baudenkmäler
In die Liste der Baudenkmäler in Unterschwappach sind 19 Objekte eingetragen, darunter die Katholische Filialkirche St. Laurentius, die Mariensäule von 1880, die Hohe Mühle mit Nebengebäuden, zwei Bauernhäuser und sechs Bildstöcke.